# باربانک (یوتا)
باربانک (به انگلیسی: Burbank) یک منطقهٔ مسکونی در ایالات متحده آمریکا است که در یوتا واقع شده‌است. باربانک ۱٬۶۵۴ متر بالاتر از سطح دریا واقع شده‌است.